# Футбол на летните олимпийски игри 1924

## Първи кръг
| 25 май 1924 15:30 |

| Италия             | 1 – 0       | Испания |
| ------------------ | ----------- | ------- |
| Валана 84' автогол | Подробности |         |

| Коломб, Париж Съдия: Марсел Славик |

| 25 май 1924 15:30 |

| Чехословакия                                   | 5 – 2       | Турция         |
| ---------------------------------------------- | ----------- | -------------- |
| Слуп 21' Седлачек 28', 37' Новак 64' Чапек 74' | Подробности | Рефет 63', 82' |

| Стад Бержере Съдия: П. Хр. Андерсен |

| 25 май 1924 15:30 |

| Швейцария                                                                        | 9 – 0       | Литва |
| -------------------------------------------------------------------------------- | ----------- | ----- |
| Щурценегер 2', 43', 68', 85' Дитрих 14' Абеглен 41', 50', 58' Рамзейер 63' дузпа | Подробности |       |

| Стад Першинг Съдия: Антонио Скамони |

| 25 май 1924 17:15 |

| САЩ               | 1 – 0       | Естония |
| ----------------- | ----------- | ------- |
| Страден 15' дузпа | Подробности |         |

| Стад Першинг Съдия: Пол Пуц |

| 26 май 1924 16:00 |

| Уругвай                                                        | 7 – 0       | Югославия |
| -------------------------------------------------------------- | ----------- | --------- |
| Видал 20' Скароне 23' Сеа 50', 80' Петроне 35', 61' Романо 58' | Подробности |           |

| Коломб, Париж Съдия: Жорж Вала |

| 26 май 1924 17:00 |

| Унгария                                       | 5 – 0       | Полша |
| --------------------------------------------- | ----------- | ----- |
| Айзенхофер 14' Хирцер 51', 58' Опата 70', 87' | Подробности |       |

| Стад Бержере Съдия: Йохан Мутерс |

### Втори кръг
| 27 май 1924 17:00 |

| Франция                                            | 7 – 0       | Латвия |
| -------------------------------------------------- | ----------- | ------ |
| Крут 17', 28', 55' Николас 25', 50' Бойер 71', 87' | Подробности |        |

| Стад де Пари, Париж Съдия: Анри Кристоф |

| 27 май 1924 16:00 |

| Холандия                                                | 6 – 0       | Румъния |
| ------------------------------------------------------- | ----------- | ------- |
| Хургроне 8' Пийл 32', 52', 66', 68' де Натрис 69' дузпа | Подробности |         |

| Коломб, Париж Съдия: Феликс Херен |

| 28 май 1924 17:00 |

| Швейцария  | 1 – 1 (прод.) | Чехословакия   |
| ---------- | ------------- | -------------- |
| Дитрих 79' | Подробности   | Слуп 21' дузпа |

| Стад Бержере Съдия: П. Хр. Андерсен |

| 30 май 1924 17:00 |

| Швейцария | втори мач 1 – 0 | Чехословакия |
| --------- | --------------- | ------------ |
| Пахе 87'  | Подробности     |              |

| Стад Бержере Съдия: Марсел Славик |

| 28 май 1924 16:00 |

| Ейре       | 1 – 0       | България |
| ---------- | ----------- | -------- |
| Дънкан 75' | Подробности |          |

| Коломб, Париж Съдия: А. Анрио |

| 26 май 1924 17:00 |

| Италия                      | 2 – 0       | Люксембург |
| --------------------------- | ----------- | ---------- |
| Балончери 20' Дела Вале 38' | Подробности |            |

| Стад Першинг Съдия: Жан Ришар |

| 29 май 1924 16:00 |

| Швеция                                                             | 8 – 1       | Белгия    |
| ------------------------------------------------------------------ | ----------- | --------- |
| Кок Хирцер 8', 24', 77' Рудел 20', 61', 83' Бромесон 30' Келер 46' | Подробности | Ларно 67' |

| Коломб, Париж Съдия: Хайнрих Ретшъри |

| 29 май 1924 17:00 |

| Египет                  | 3 – 0       | Унгария |
| ----------------------- | ----------- | ------- |
| Якан 4', 58' Хегази 40' | Подробности |         |

| Стад де Пари Съдия: Луис Колина |

| 29 май 1924 17:00 |

| Уругвай                      | 3 – 0       | САЩ |
| ---------------------------- | ----------- | --- |
| Петроне 10', 44' Скароне 15' | Подробности |     |

| Стад Бержере Съдия: Шарл Барет |

### Четвъртфинали
| 1 юни 1924 16:00 |

| Франция     | 1 – 5       | Уругвай                                      |
| ----------- | ----------- | -------------------------------------------- |
| Николас 12' | Подробности | Скароне 15', 24' Петроне 58', 68' Романо 83' |

| Коломб, Париж Съдия: П. Хр. Андерсен |

| 1 юни 1924 16:00 |

| Швеция                                      | 5 – 0       | Египет |
| ------------------------------------------- | ----------- | ------ |
| Кауфелд 5', 71' Бромесон 31', 34' Рудел 49' | Подробности |        |

| Стад Першинг Съдия: Анри Кристоф |

| 2 юни 1924 17:00 |

| Швейцария                  | 2 – 1       | Италия        |
| -------------------------- | ----------- | ------------- |
| Щурценегер 47' Абеглен 60' | Подробности | Дела Вале 52' |

| Стад Бержере Съдия: Йохан Мутерс |

| 2 юни 1924 17:00 |

| Холандия                      | 2 – 1 (прод.) | Ейре     |
| ----------------------------- | ------------- | -------- |
| Форменой 7', 104' Абеглен 60' | Подробности   | Гент 33' |

| Стад де Пари Съдия: Хайнрих Ретшъри |

### Полуфинали
| 5 юни 1924 17:00 |

| Швейцария        | 2 – 1       | Швеция  |
| ---------------- | ----------- | ------- |
| Абеглен 15', 77' | Подробности | Кок 41' |

| Коломб, Париж Съдия: Михали Иванчиш |

| 6 юни 1924 17:00 |

| Уругвай                  | 2 – 1       | Холандия |
| ------------------------ | ----------- | -------- |
| Сеа 62' Скароне 81'дузпа | Подробности | Пижи 32' |

| Коломб, Париж Съдия: Жорж Вала |

### Мач за трето място
| 8 юни 1924 16:00 |

| Швеция      | 1 – 1 (прод.) | Холандия     |
| ----------- | ------------- | ------------ |
| Кауфелд 44' | Подробности   | Ле Февър 77' |

| Коломб, Париж Съдия: Хайнрих Ретшъри |

| 9 юни 1924 14:30 |

| Швеция                      | втори мач 3 – 1 | Холандия           |
| --------------------------- | --------------- | ------------------ |
| Рудел 34', 77' Линквист 77' | Подробности     | Форменой 43' дузпа |

| Коломб, Париж Съдия: Юсуф Мохамед |

### Финал
| 9 юни 1924 16:30 |

| Уругвай                       | 3 – 0       | Швейцария |
| ----------------------------- | ----------- | --------- |
| Петроне 9' Сеа 65' Романо 82' | Подробности |           |

| Коломб, Париж Съдия: Марсел Славик |

### Медалисти
| Златен: | Сребърен: | Бронзов: |
| Уругвай Хосе Леандро Андраде Педро Ариспе Педро Касела Педро Сеа Луис Чапара Педро Етчегоен Алфредо Гиера Андреас Мацали Хосе Насаси Хосе Ная Педро Петроне Анхел Романо Зойло Салдомбиде Ектор Скароне Паскал Сома Умберто Томазина Антонио Урдинаран Сантос Урдинаран Фермин Уриарте Хосе Видал Алфредо Зибечи Педро Цингоне | Швейцария Макс Абеглен Феликс Бедуре Чарлз Бувие Валтер Дитрих Карл Еренболгер Павел Фаслер Густав Готенкини Жан Хааг Марсел Кац Едмонд Крамър Адолф Меноти Август Оберхаузер Робърт Паче Арон Полиц Ханс Пулвер Рудолф Рамсейер Адолф Реймон Ричард Луис Тео Шар Павел Шмайдлин Павел Щурценегер Валтер Вилер | Швеция Аксел Алфредсон Чарлз Бромесон Густав Карлсон Албин Дал Свен Фриберг Карл Густафсон Фритьоф Хилън Конрад Хирш Гунар Холмберг Пер Кауфелд Торе Келер Рудолф Кок Зигфрид Линдберг Вигор Линдберг Свен Линквист Евърт Линквист Стен Мелгрен Гунар Олсон Свен Райдел Хари Сундберг Торстен Свенсон Робърт Зандер |